# はちぶんぎ座
はちぶんぎ座（はちぶんぎざ、Octans）は、現代の88星座の1つ。18世紀半ばに考案された新しい星座で、航海や測量に用いられる八分儀をモチーフとしている。最も明るいν星も4等星と暗く、目立つ天体もない。天の南極とその周辺を領域としており、日本からは星座の一部すら見ることができない。

## 主な天体
肉眼で見ることが可能な恒星としては21世紀現在最も天の南極の近くに位置するσ星には、ラテン語で「南極星」を意味する「ポラリス・アウストラリス (Polaris Australis)」という固有名が付けられている。

### 恒星
2022年4月現在、国際天文学連合 (IAU) によって1個の恒星に固有名が認証されている。
- σ星：見かけの明るさ5.42等の5等星で、たて座δ型に分類される脈動変光星[4]。21世紀現在、肉眼で見ることが可能な星としては天の南極の最も近くに位置しており、2017年9月にラテン語で「南極星」を意味する「ポラリス・アウストラリス[6](Polaris Australis[5])」という固有名が認証された[5]。

他に以下の天体がある。
- α星：見かけの明るさ5.13等の5等星[7]。ギリシア文字の「α」が付けられた星としては最も見かけの明るさが暗い。
- δ星：橙色巨星。土星の南極星。
- ν星：見かけの明るさ3.728等の4等星[8]。はちぶんぎ座で最も明るい恒星。

## 由来と歴史

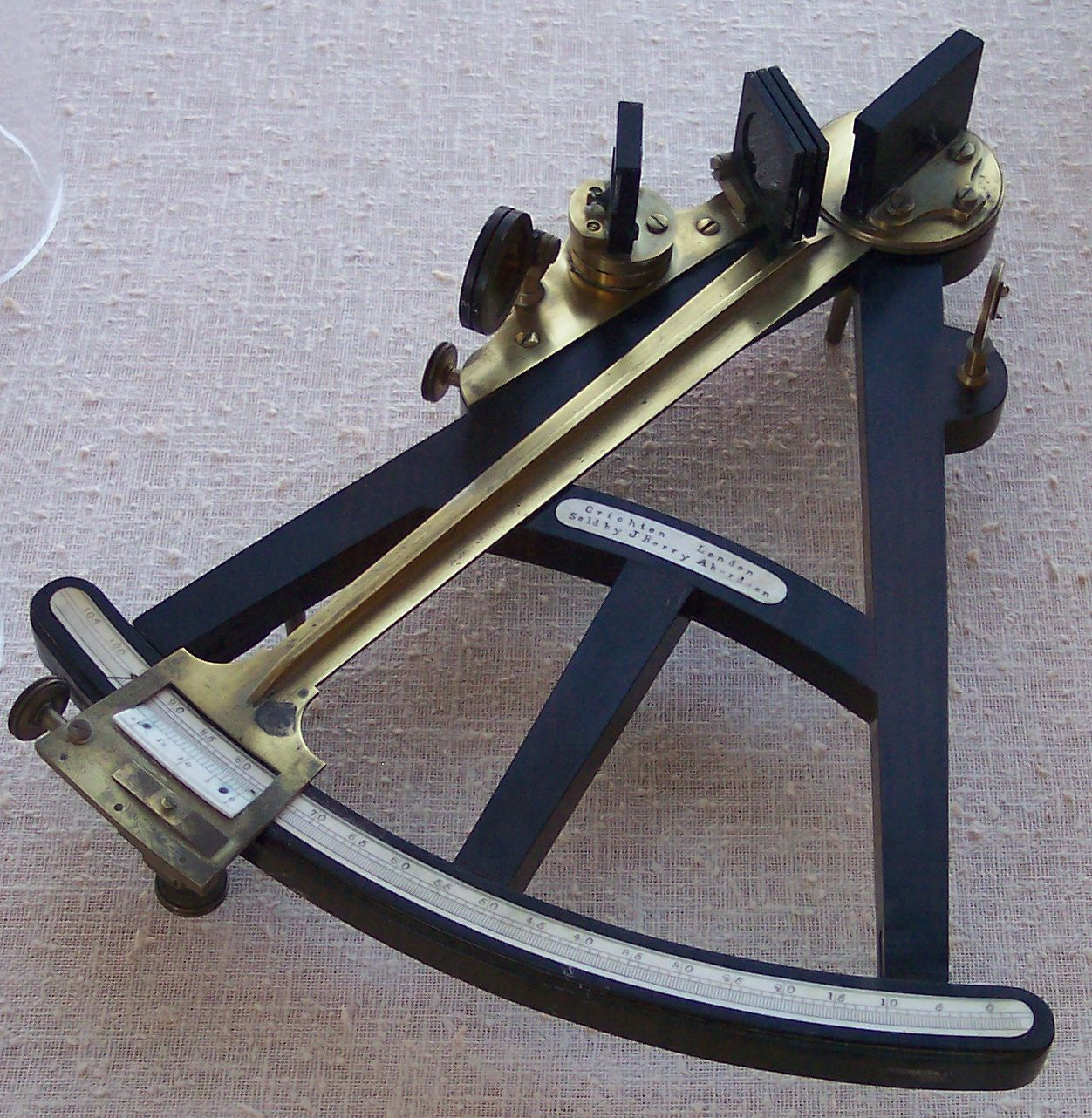
八分儀

この星座のモチーフとされた八分儀は、天体の水平線からの高度や離角を観測するために用いられた測角器である。角度45°の扇型の本体に2枚の平面鏡が取り付けられた構造となっており、1730年にイギリスのジョン・ハドリーによって発明された。
はちぶんぎ座は、18世紀半ばにニコラ・ルイ・ド・ラカーユによって考案された。初出は、1756年に刊行された1752年版のフランス科学アカデミーの紀要『Histoire de l'Académie royale des sciences』に掲載された星図で、八分儀の星座絵とフランス語で「反射式八分儀」という意味の l’Octans de Reflexion という名称が描かれていた。天球上のこの領域は、16世紀末にペーテル・ケイセルやフレデリック・デ・ハウトマン、ペトルス・プランシウスらが考案したみずへび座の一部分とされていたが、ラカーユは天の南極の部分を切り取ってはちぶんぎ座の領域とした。ラカーユの死後の1763年に刊行された著書『Coelum australe stelliferum』に掲載された星図の第2版では、ラテン語で「八分儀」を意味する Octans と変更された。
1801年にドイツの天文学者ヨハン・ボーデが刊行した『ウラノグラフィア』では「航海用八分儀」を意味する Octans Nautica と改名されたが、1879年にベンジャミン・グールドが刊行した『Uranometria Argentina』では、ラカーユの Octans に戻されている。
1922年5月にローマで開催されたIAUの設立総会で現行の88星座が定められた際にそのうちの1つとして選定され、星座名は Octans、略称は Oct と正式に定められた。新しい星座のため星座にまつわる神話や伝承はない。

## 呼称と方言
日本では当初から「八分儀」という訳語が充てられていた。これは、1910年（明治43年）2月に刊行された日本天文学会の会誌『天文月報』の第2巻11号に掲載された、星座の訳名が改訂されたことを伝える「星座名」という記事で確認できる。この訳名は、1925年（大正14年）に初版が刊行された『理科年表』にも「八分儀（はちぶんぎ）」として引き継がれた。戦後の1952年（昭和27年）7月に日本天文学会が「星座名はひらがなまたはカタカナで表記する」とした際に、Octans の日本語の学名は「はちぶんぎ」と定められ、これ以降は「はちぶんぎ」という学名が継続して用いられている。
天文同好会の山本一清らは、既にIAUが学名をOctansと定めた後の1931年（昭和6年）3月に刊行した『天文年鑑』第4号で、星座名を Octans Hadleianus 、訳名を「ハドレイの八分儀」と紹介し、以降の号でもこの星座名と訳名を継続して用いていた。